# Javier Fuentes-León
Javier Fuentes-León (Lima, 1968) è un regista peruviano.

## Biografia
Javier Fuentes-León ha esordito alla regia nel 1997 con il cortometraggio Espacios.
Nel 2009 ha diretto il suo primo lungometraggio Contracorriente, interpretato da Manolo Cardona e Cristian Mercado. Il film è stato selezionato dal Consejo Nacional de Cinematografía per rappresentare il Perù nella categoria miglior film straniero ai premi Oscar del 2010, ma non è stato selezionato tra i finalisti.
Questa pellicola, che racconta la storia di un difficile amore omosessuale, vissuto all'ombra in un piccolo viaggio di pescatori molto tradizionalista, gli ha permesso di vincere il premio Sebastian al San Sebastián International Film Festival ed il premio del pubblico al Sundance Film Festival 2010, nella categoria World Cinema - Dramatic.

## Filmografia
- Espacios (1997)
- Géminis (2004)
- Contracorriente (2009)
- El elefante desaparecido (2014)
- Las mejores familias (2020)